# Avanzino Nucci
Pour les articles homonymes, voir Nucci.

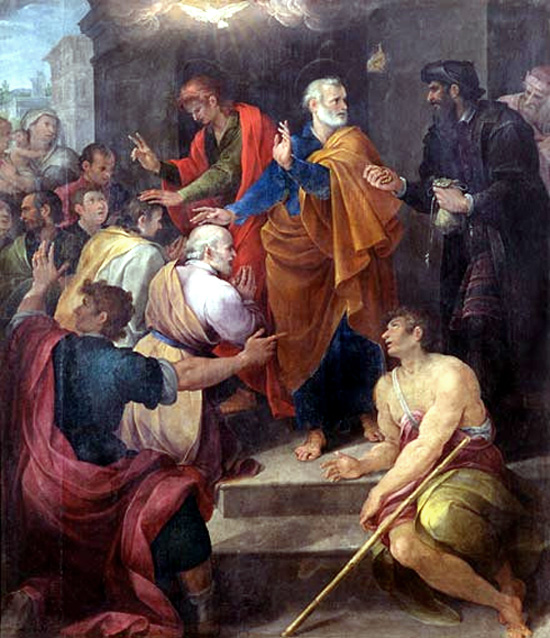
Avanzino Nucci, Confrontation de Pierre avec Simon le Magicien, huile sur toile, 1620

Avanzino Nucci (Gubbio, v. 1552 - Rome, 1629) est un peintre italien de la période de la Renaissance tardive.

## Biographie
Avanzino Nucci a été formé auprès de Niccolò Circignani (il Pomarancio). Bernardino Gagliardi fut un de ses élèves.
Ses peintures se trouvent dans les églises romaines de San Rocco all'Augusteo, San Silvestro al Quirinale et San Paolo fuora le Mura.

## Œuvres
- Le pape Sylvestre baptisant l'empereur Constantin (fresque), première chapelle à gauche, église San Silvestro al Quirinale
- Confrontation de l'apôtre Pierre avec Simon le Magicien, huile sur toile, 1620
- Saint Augustin rédigent la règle de son ordre (v. 1604), Basilica sant'Ubaldo, Gubbio,
- Allégorie de la volonté de Dieu, Costa et Silva Collection, Bibliothèque nationale du Brésil,

Virgilio Nucci a été payé en 1604 pour la première de cette série de 20 panneaux le long des murs de la nef de San Giovanni Decollato. Huit lui sont attribués :
- La Circoncision de saint Jean le Baptiste ;
- La prédication de Jean-Baptiste ;
- Saint Jean Baptiste présente Jésus à la foule ;
- Salomé au banquet du roi Hérode ;
- La Danse de Salomé ;
- Saint Jean le Baptiste en prison ;
- La Décapitation de saint Jean le Baptiste ;
- L'Enterrement de saint Jean le Baptiste.

Quelques peintures, datées de 1596 et provenant de l'ancien monastère de l'Ordre des Chartreux, sont conservées au Musée San Martino à Naples. Ils représentent la Fondation de l'ordre des Chartreux par saint Bruno de Cologne, L'approbation de l'ordre par le Pape Urbain II et la Réunion du saint avec Roger, le roi normand d'Italie du Sud.